# 가르멜 산의 성모 스카풀라

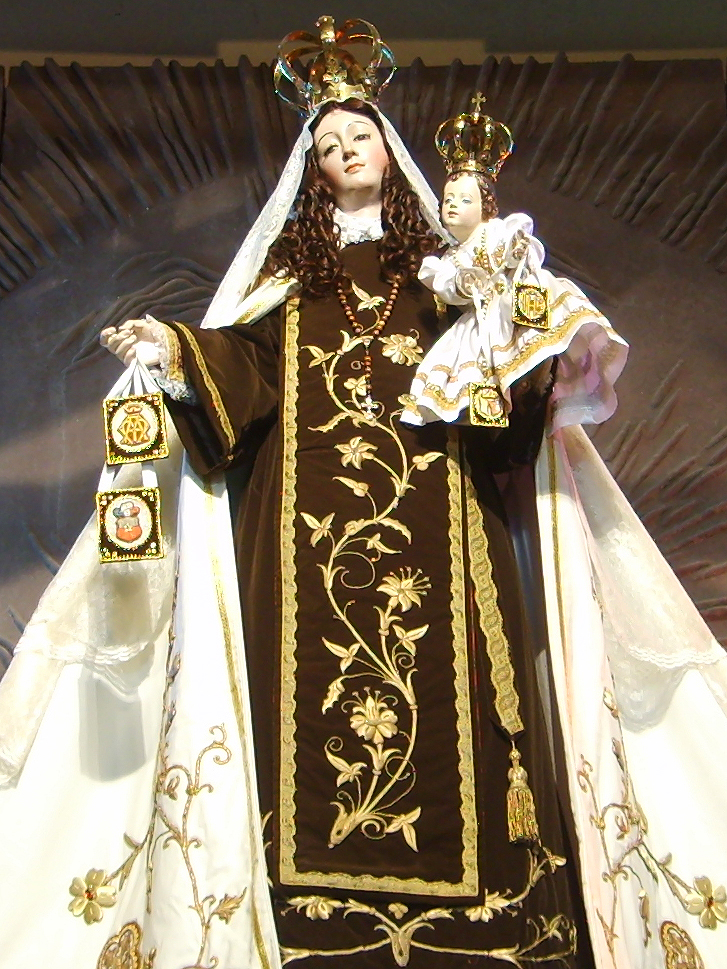
칠레의 갈색 스카풀라를 손에 든 가르멜 산의 성모상.

가르멜 산의 성모 스카풀라 또는 갈색 스카풀라는 로마 가톨릭교회의 준성사이며, 모든 소형 스카풀라 종류 가운데 가장 널리 알려진 스카풀라이자 가장 저명한 스카풀라이다. 갈색 스카풀라는 가장 오래된 스카풀라이며 다른 스카풀라의 원형으로 여겨진다. 갈색 스카풀라는 사제라면 누구라도 신자에게 착용식을 거행해도 무방하지만, 다른 스카풀라 종류는 자격을 지닌 수도회의 대리자로부터 서품받은 사제에 의해서 착용해야만 한다.

## 교회의 전승
스카풀라에 관한 전승에 따르면 1251년 7월 16일 잉글랜드 케임브리지에 있던 가르멜회 총장 성 시몬 스톡에게 성모 마리아가 발현하였다고 한다. 성모 마리아는 당시 이슬람교도들의 극심한 억압을 받고 있던 가르멜회원들을 도와 달라는 그의 호소에 응답하여 한 손에 갈색 스카풀라를 들고 발현하였다. 그리고 “사랑하는 아들아, 네 수도회를 위해 이 스카풀라를 받아라. 이는 내가 너와 가르멜 산의 자녀를 위해 얻은 특별한 은총의 징표이다. 이 스카풀라를 죽는 순간까지 착용하는 사람은 누구나 영원한 불에 떨어지지 않는 특권을 누릴 것이며, 죽은 후 첫 번째 토요일에 내 도움을 받아 하늘나라에 이를 것이다. 이는 구원의 휘장이자, 위험으로부터 지켜 줄 방패이며, 특별히 평화와 보호를 약속해 줄 것이다.”라며 성 시몬 스톡에게 갈색 스카풀라를 건네주었다. 성 시몬 스톡은 확실한 영적 보장을 받았다.
그 당시 성지에 있었던 산비코의 윌리엄의 1291년 기록에서부터 14세기 초에 작성된 파리의 사본들과 같이 가르멜회의 역사를 다룬 서류 자료들을 분석해보면, 갈색 스카풀라의 기원이 대략 1251년쯤이었음을 확인할 수 있다. 갈색 스카풀라는 13세기부터 가르멜회 역사의 핵심적인 요소로 굳건하게 자리 잡고 있다. 1369년의 가르멜회 회헌에서는 스카풀라를 착용하지 않고 미사에 참석하는 가르멜회원은 자동으로 제명한다고 명시한 동시에, 1324년 회헌과 1294년의 회헌에서는 스카풀라를 착용하지 않고 잠자는 것을 중대한 잘못으로 간주하였다.

## 형태

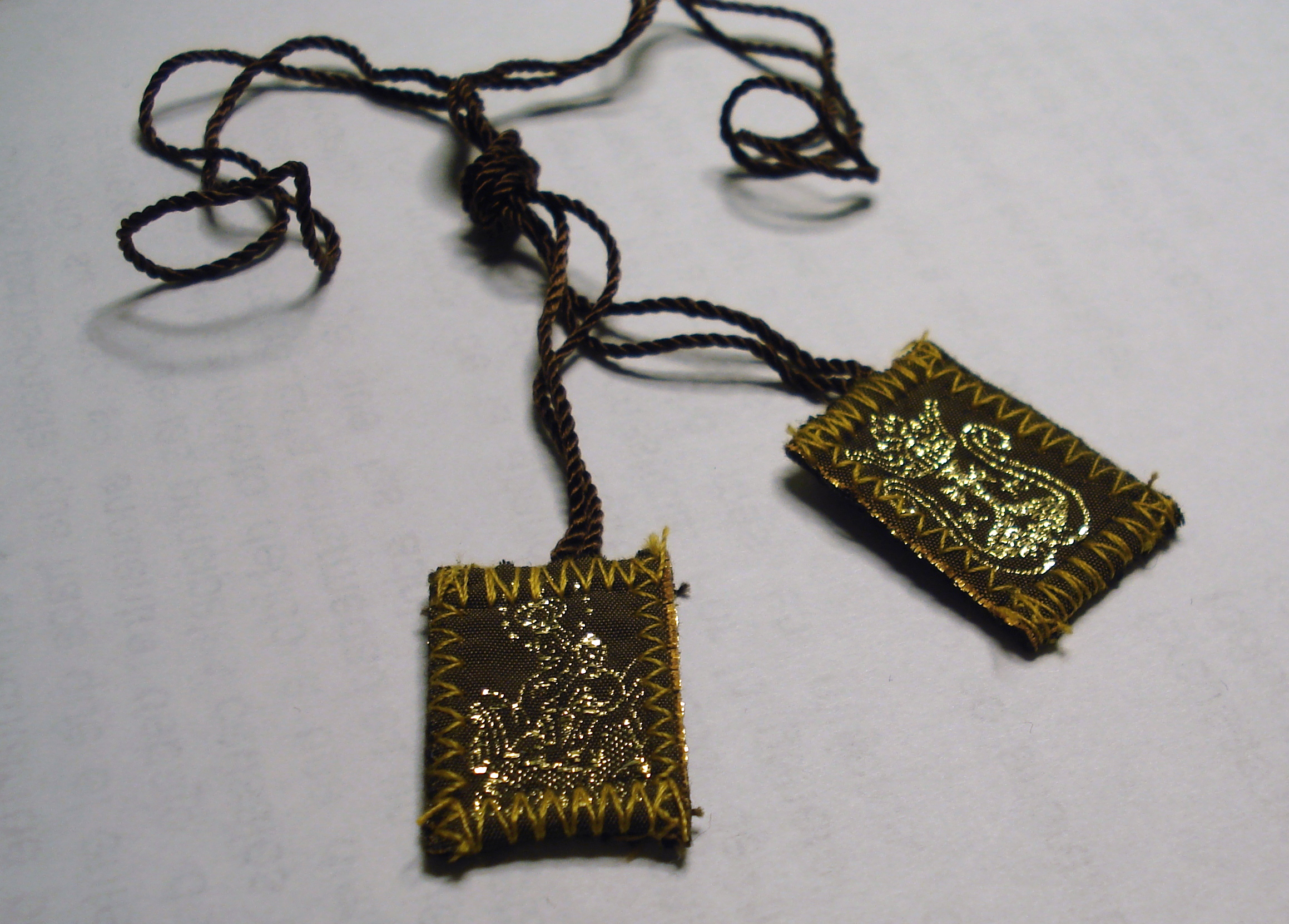
가르멜 산의 성모 스카풀라 또는 갈색 스카풀라.

카르멜 산의 성모 스카풀라.

갈색 스카풀라는 반드시 100% 양모(하느님의 어린 양인 예수 그리스도를 상징)로 만든 작은 직사각형의 갈색 천 두 조각으로 구성되어야 하며, 한쪽 천조각은 착용자의 가슴에 걸치고, 다른 쪽 천조각은 착용자의 등에 걸친다. 두 천조각은 양 어깨 위에 걸치는 두 줄의 끈으로 연결되어 있다. 이런 까닭에 어깨를 뜻하는 ‘스카풀라’라는 이름이 붙여진 것이다. 갈색 스카풀라에 그림들을 수놓는 것은 불필요하다. 양모는 무더운 열대성 기후에서는 상하기 쉬워서 이에 알맞게 가르멜회원들은 1910년 이후부터 한쪽 면에는 예수 성심 성화를 새기고 다른 쪽 면에는 복되신 동정 마리아 성화를 새긴 축성된 스카풀라 메달도 착용할 수 있게 되었다. 그러나 교황 성 비오 10세는 자신은 스카풀라 천이 더 좋다는 생각을 피력하였다. 교황 베네딕토 15세 역시 스카풀라 메달보다는 스카풀라 천을 착용하는 것이 교회의 열렬한 희망임을 분명하게 말했다.

## 스카풀라와 관련된 신심
성모 마리아가 자신의 갈색 스카풀라를 죽을 때까지 꾸준히 착용하는 사람에게 주는 첫 번째 특전은 영원한 구원이다. 가르멜회 스카풀라의 첫 번째 특전의 의미와 중요성은 “누구든지 이 스카풀라를 착용하며 살다가 죽는 자는 영원한 지옥의 벌을 면하리라.”라는 글귀로 나타내는 것이 관습이다. 그런데 어떤 사람은 이 세상에 죄의 가능성이 있는 행위를 범하지 않으면 속죄를 위한 회개와 고해를 하지 않아도 하늘나라에 갈 수 있다고 이해한다. 그러나 그것은 가톨릭교회의 가르침과 상반되는 것이다. 일반적으로 독실한 가톨릭 신자들은 마리아의 전구는 교회로 회심하게 하거나 마지막에 은총을 받아 병자성사를 받고 하늘나라에 갈 수 있도록 보장해 준다고 확신한다. 또 다른 주장은 하느님을 따르지 않는 사악한 마귀들은 성모의 약속을 부정하며 스카풀라를 경멸하기 때문에 스카풀라를 착용하고 있으면 어느 곳에 있든지 마귀들이 접근할 수 없다는 것이다. 그 밖에도 성 클로드 드 라 콜롬비에르가 가르친 또 다른 주장이 있는데, 완고하게 자신의 죄를 뉘우치지 않는 죄인이 스카풀라를 착용할 경우, 초자연적인 방법으로든 아니든 어떻게든지 해서 스카풀라를 벗어버린다는 것이다.

### 토요 특전
스카풀라의 두 번째 특전은 흔히 토요특전이라고도 불리는 것으로 다음과 같다. 그로부터 약 80년이 지난 후, 성모 마리아가 교황 요한 22세에게 발현하여 “이 스카풀라를 경건한 마음으로 착용했던 영혼들은 죽고 나서 첫 토요일이 되는 날 연옥으로부터 구해줄 것이다.”라고 말하였다고 한다. 1322년 선포된 교령으로 확인된 이 약속은 토요 특전이라는 이름으로 유명하다.

### 준성사
스카풀라는 준성사이므로 착용자의 신앙심에 비례하여 은총이 부어진다. 성모 마리아의 모든 약속은 성실한 신앙생활과 경건하고 올바른 신앙심을 전제로 하는 것이다.